# Corgatha neona
Corgatha neona är en fjärilsart som beskrevs av Pierre E.L. Viette 1961. Corgatha neona ingår i släktet Corgatha och familjen nattflyn. Inga underarter finns listade i Catalogue of Life.